# Johannes Jacobsohn
Johannes Jacobsohn alias Hanns John (* 23. Januar 1890 in Schmiegel; † 28. Mai 1942 im KZ Sachsenhausen) war ein deutscher Chasan (Kantor) in Berlin.

## Leben

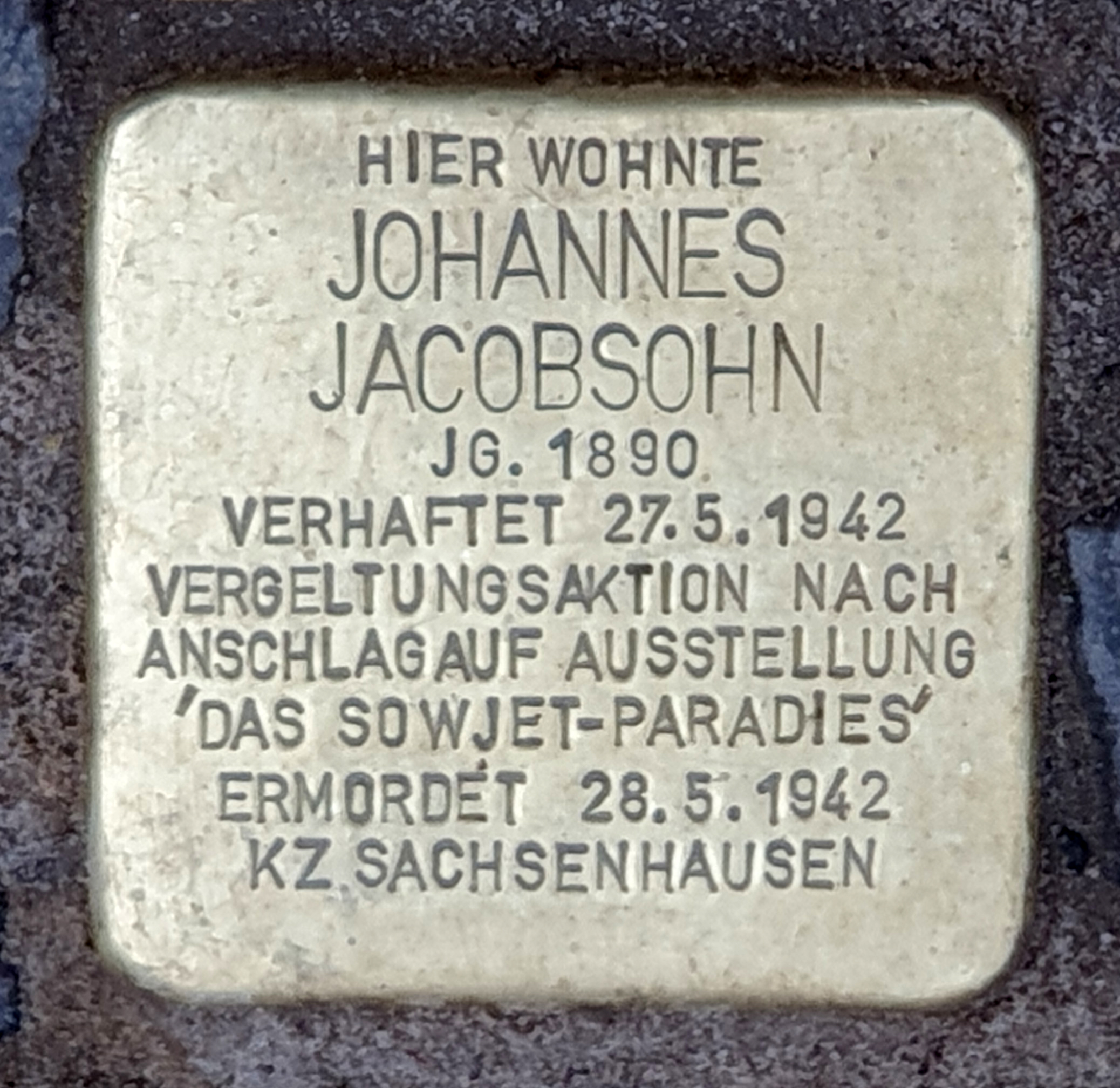
Stolperstein am Haus, Bötzowstraße 28, in Berlin-Prenzlauer Berg

Sein Vater David Jacobsohn war als Vorbeter tätig, und Johannes Jacobsohn tradierte einige seiner liturgischen Kompositionen. Über die Herkunft von Johannes Jacobsohn ist bisher nur wenig Genaues bekannt. Informationen aus erster Hand sind nicht mehr zugänglich, da keine Nachkommen erster oder zweiter Generation mehr existieren. Jacobsohn zog mit 15 Jahren zunächst nach Breslau, wo er als Buchhändler arbeitete, und kam nach dem Ersten Weltkrieg nach Berlin, wie viele andere Juden aus dem ehemaligen Westpreußen, da sich in den Jahren nach dem Ende des Ersten Weltkrieges die politisch-soziale Lage der deutschen Juden in ländlichen Regionen zunehmend verschlechterte. Die Posener Juden zum Beispiel zogen überwiegend nach Berlin und bildeten hier innerhalb der Jüdischen Gemeinde eine eigene Landsmannschaft, wie Anzeigen im Gemeindeblatt der Jüdischen Gemeinde zu Berlin belegen. Nachdem Jacobsohn, bereits in Berlin, den Entschluss gefasst hatte, sich zum Opernsänger bzw. Kantor ausbilden zu lassen, trat er unter dem Künstlernamen Hanns John auf. 1927 trat er eine Stelle an einer Reformsynagoge in Berlin-Wilmersdorf an. Ab Januar 1930 wirkte er als Oberkantor in der Jüdischen Gemeinde zu Berlin, unter anderem wohl an der Neuen Synagoge, hauptsächlich jedoch in der Berliner Gemeindesynagoge in der Lützowstraße 16, an die heute nur noch eine Gedenktafel erinnert. Es haben nur vereinzelte Tondokumente dieser Zeit überdauert, die bereits 1929 auf Electrola aufgenommen wurden. Kantor Jacobsohn war darüber hinaus auch Bearbeiter synagogaler Musik und publizierte einen musikalischen Wegweiser für die jüdischen Feiertage. An der Synagoge Lützowstraße führte John die Gottesdienste begleitet von einem von Arno Nadel geleiteten Knabenchor durch.
Jacobsohn hatte einen Bruder, Ludwig Jacobsohn beziehungsweise Eliezer Ben David.
Nach dem Verbot vom 1. Januar 1936, das allen jüdischen Künstlern untersagte, einen Künstlernamen zu führen, musste Hanns John nunmehr offiziell unter dem Namen Hanns John Jacobsohn auftreten. Jacobsohn wohnte in Berlin unter der Anschrift Lipaer Straße 2 in Berlin-Lichterfelde. Er beschäftigte sich noch in der Zeit von 1939 bis 1941, wenn die Zeit es zuließ, mit der Abfassung liturgischer Noten. Der Großteil seiner Musikalien wurde von seinen Erben der Klau-Library des Hebrew Union College zur Verfügung gestellt, wo das Material bis heute lagert. Ein geringer Teil seines Nachlasses blieb jedoch nach seinem Tod in Berlin erhalten und überdauerte auf geradezu abenteuerliche Weise die Ära des Nationalsozialismus. Hierzu gehört auch eine bislang unveröffentlichte Notenhandschrift mit dem Titel „Otzar Schirei Beit Haknesset – Sammlung von Synagogengesängen, Berlin 1940/41“. In dieser Notenhandschrift, deren erste Komposition (1. Zum Anzünden der Chanukka-Lichter) auf den 15. November 1939 datiert und deren letzte („24. Tikanto schabboss, für Vorbeter und Orgel“) auf den 17. August 1941, also weniger als ein Jahr vor Jacobsohns Ermordung notiert wurde. J. nimmt in der Handschrift Bezug auf seinen Vater David Jacobsohn (David Ben Joel), den er als Urheber einiger der notierten Melodien bezeichnet. Eine Komposition („9. Tachanun“) widmete er dem gesegneten „Andenken meines seligen Bruders Ludwig / L'Secher Achi R. Elieser B. HCh.R. David“.
Am 27./28. Mai 1942 führten die Nazis in Berlin die sogenannte „Sonderaktion“ als Vergeltung des von dem jüdischen Widerstandskämpfer Herbert Baum organisierten Brandanschlags auf die antisowjetische Ausstellung Das Sowjetparadies durch. Unter den dabei inhaftierten 500 jüdischen Männern befand sich Johannes Jacobsohn, der noch am 28. Mai 1942 im Konzentrationslager Sachsenhausen erschossen wurde.
Die 1996 veröffentlichte CD Es wird nicht untergehen mit Aufnahmen von Berliner Kantoren aus der Vorkriegszeit enthält unter anderem den Gesang U'w Nuchau Jaumar, gesungen von Hanns John. Diese einzigartige Aufnahme rief den bereits völlig vergessenen Namen von Hanns John in das Bewusstsein der Freunde jüdisch-liturgischer Musik zurück und war Auslöser der seither durchgeführten Recherchen über Hanns John.

## Ehrungen
Am 15. November 2023 wurden vor seinem ehemaligen Wohnort, Berlin-Prenzlauer Berg, Bötzowstraße 28, zwei Stolpersteine für ihn und seine Schwester verlegt.

## Schriften
- Sabbathklang und Festessang. Ein musikalischer Wegweiser für die häusliche Sabbath- und Festesfeier. Philo-Verlag, Berlin 1937

## Tondokumente

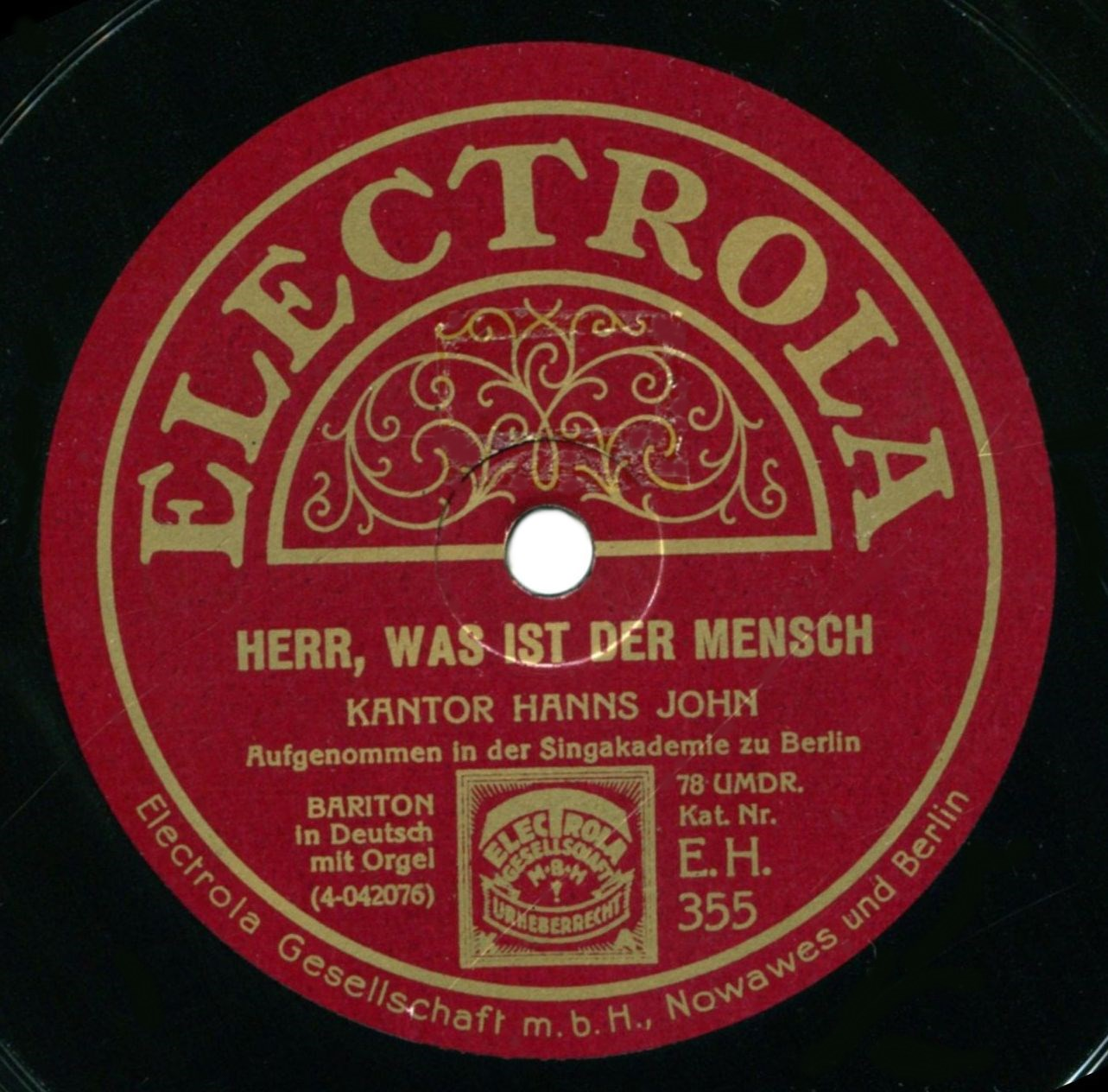
Schallplatte von Hanns John

Kantor Hanns John nahm im April 1929 bei der Electrola-Schallplattengesellschaft 10 Titel auf, 6 Aufnahmen wurden – vermutlich wegen technischer Mängel – im August 1929 wiederholt.
Die Sitzungen fanden in der Sing-Akademie zu Berlin statt, der Begleiter an der Orgel wird namentlich nicht genannt.
- Aus der Tiefe
 Unveröffentlicht (Matrizennummer: CNR 462-1 und -2), aufgenommen am 22. April und am 15. August 1929
- Chanukkah: Segensspruch [Hebräisch gesungen] und Hymne (Moaus Zur) (ברכה ומעוז צור) [Hebräisch und Deutsch gesungen]
 Bestellnummer: EG 1518 (Matrizennummer: BNR 459-2), aufgenommen am 15. August 1929
- Herr, was ist der Mensch
 Bestellnummer: EH 355 (Matrizennummer: CNR 467-1), aufgenommen am 23. April 1929
- Joh schimcho [Hebräisch gesungen]
 Bestellnummer: EH 379 (Matrizennummer: CNR 463-3), aufgenommen am 15. August 1929
- Kiddusch für Freitag Abend (Bearbeiter: Louis Lewandowski) [Hebräisch gesungen]
 Bestellnummer: EG 1347 (Matrizennummer: BNR 466-1), aufgenommen am 23. April 1929
- Kol nidre [Hebräisch gesungen]
 Unveröffentlicht (Matrizennummer: CNR 461-1 und -2), aufgenommen am 22. April und am 15. August 1929
- L'cho daudi (Bearbeiter: Louis Lewandowski) [Hebräisch gesungen]
 Bestellnummer: EG 1347 (Matrizennummer: BNR 465-2), aufgenommen am 23. April 1929
- N’ilah Kaddish (Musik: Louis Lewandowski) [Hebräisch gesungen]
 Bestellnummer: EH 379 (Matrizennummer: CNR 458-2), aufgenommen am 15. August 1929
- Segensspruch zur Trauung [Hebräisch gesungen]
 Bestellnummer: EH 355 (Matrizennummer: CNR 464-1), aufgenommen am 23. April 1929
- U'w nuchau jaumar (ובנחה יאמר) (Musik: Louis Lewandowski) [Hebräisch gesungen]
 Bestellnummer: EG 1518 (Matrizennummer: BNR 460-3), aufgenommen am 15. August 1929.[4]

Das Deutsche Musikarchiv besitzt alle veröffentlichten Schallplatten außer EH 355.

EG 1518 wurde 1996 auf der CD Es wird nicht untergehen – Jüdisch-liturgische Gesänge aus Berlin (Edition BARBArossa EdBa 01317-2) wiederveröffentlicht.